# Phaonia punctipennis
Phaonia punctipennis är en tvåvingeart som beskrevs av Shinonaga och Tadao Kano 1971. Phaonia punctipennis ingår i släktet Phaonia och familjen husflugor. Inga underarter finns listade i Catalogue of Life.